# Kalte Hainbuche (Gericht)
Das Gericht an der Kalten Hainbuche lag knapp unterhalb der Ostseite des Hauptgipfels der Kalten Hainbuche, einem 433 m ü. NN hohen Berg im Grenzbereich der Gemarkungen von Itzenhain und Gilserberg, beides Ortsteile von Gilserberg, im Schwalm-Eder-Kreis in Nordhessen, auf 428 m ü. NN Höhe. An gleicher Stelle, auf dem Gebiet der Gemarkung von Itzenhain, befand sich auch die Wüstung Kalte Hainbuche. 

## Geschichte
Das Gericht wird in den Jahren 1360/1367 als gericht (an) der kaldin Henbuchin und 1368 als Gericht an der Kalden Haynbuche mehrfach erwähnt. Vor 1366 scheint das Gericht zumindest teilweise als Lehen der Grafen von Wittgenstein im Besitz der Herren von Sichertshausen, danach in dem ihrer Erben, der Herren von Bellnhausen, gewesen zu sein. Noch vor 1360/1367 erwarb Graf Gottfried VII. von Ziegenhain einen Teil des Gerichts von nicht genannten Vorbesitzern, während eine Hälfte im Besitz der Rüsser und der von Sarnau war. Zu dieser Zeit umfasste das Gericht die Orte Appenhain, Itzenhain und Witgenhain (heute Wüstung).
Die wittgensteinischen Gerichtsrechte waren offenbar auf grundherrliche Rechte beschränkt. Im Gegensatz hierzu betrafen die Rechte der Ziegenhainer Grafen und ihrer Rechtsnachfolger, der hessischen Landgrafen, sowohl die Hohe als auch die Niedere Gerichtsbarkeit. Wann die Ziegenhainer Grafen bzw. die Landgrafen die ausschließliche Gerichtsbarkeit über die Dörfer des Gerichts erlangten, ist ungeklärt.
Schon im Jahre 1368 verpfändeten die Grafen von Ziegenhain ihren Anteil am Gericht zusammen mit dem um 1350 von ihnen errichteten Amt Schönstein (auf der Burg Schönstein), dem offenbar (zunächst unter Bewahrung einer gewissen Sonderstellung) auch der vor 1360/67 erworbene ziegenhainische Anteil des Gerichts an der Kalten Hainbuche zugeordnet wurde, an die Herren von Linsingen und von Gilsa. Im Jahre 1380 übertrugen die Linsinger ihren Anteil an der Pfandschaft den Herren von Gilsa. 1387 waren Burg und Gericht Schönstein mit den Dörfern und dem ziegenhainischen Teil des Gerichts an der Kalten Hainbuche, dem Gericht Lindenborn und den Einkünften in Gilserberg an Tue von Falkenberg verpfändet. 1406 versetzte Graf Johann II. von Ziegenhain ein Drittel von Schönstein mit allem Zubehör an die Herren von Grifte; diese Pfandschaft wurde 1420 wieder eingelöst.
Von einer Gerichtstätigkeit an der Kalten Hainbuche ist nach 1368 nichts mehr bekannt. 
Koordinaten: 50° 56′ 10″ N, 9° 4′ 4″ O